# La Duchesse de Bourgogne arrêtée aux portes de Bruges
La Duchesse de Bourgogne arrêtée aux portes de Bruges ou Révolte à Bruges en 1436 est un tableau peint par Sophie Rude en 1841. 

## Description
Ce tableau est inspiré de L'Histoire des ducs de Bourgogne de Prosper de Barante. Il représente la duchesse Isabelle de Portugal, épouse de Philippe le Bon, quittant la ville de Bruges avec son fils Charles, lorsque leur voiture est arrêtée par les émeutiers hostiles. 
Tout en mouvements et en couleurs, l'œuvre créée par Sophie Rude s'apparente au style romantique.

## Historique
L'œuvre est présentée au Salon de 1841.
Il est acquis en 1849 par le musée des Beaux-Arts de Dijon, où il est conservé depuis lors. En 2014, il est prêté au musée des Beaux-Arts de Lyon dans le cadre de l'exposition L'Invention du passé. Histoires de cœur et d'épée en Europe, 1802-1850.